# Запертые в гараже
«Запертые в гараже» (англ. Locked in a Garage Band) — канадский кинофильм, повествующий о молодёжной рок-группе. Первая полнометражная лента Дженнифер Весткотт. В главных ролях снимались Скотт Листер, Люк Дженнингс, Эндрю Дженкинс, Элла Саймон, Кэтлин Уоллес и Бриттни Уилсон.

## Сюжет
В небольшом городке на острове Ванкувер собирается группа молодых людей, которые создают рок-группу под названием Tangenitals. Репетиции проходят в гараже у одного из них — гитариста Ричи. Однако после экзаменов в старшей школе, без объяснений группу покидает Скотт. Он собирается поступить в престижную школу бизнеса благодаря отцу своей новой девушки Лоры-Кейт. Ричи намерен найти солиста на замену Скотту и устраивает прослушивание у себя в гараже. Единственным кандидатом оказалась Эбби, бывшая девушка Скотта, также туда приходят двое других членов группы — барабанщик Шиндер и басист Медоу. Вскоре появляется Скотт с Лорой-Кейт, но он лишь намерен забрать гитару. В этот момент Лиззи, младшая сестра Ричи, закрывает гараж, чтобы позлить брата, и уходит. Так как все жители города находятся на пикнике в честь праздника, Скотту и остальным приходится ждать до вечера, когда вернётся мама Ричи. Теперь у группы есть время, чтобы всё друг другу объяснить.

## В ролях
- Скотт Листер — Ричи, лидер группы и гитарист.
- Эндрю Дженкинс — Скотт, бывший солист группы.
- Бриттни Уилсон — Лора-Кейт, новая девушка Скотта.
- Кэтлин Уоллес — Эбби, бывшая девушка Скотта, претендент на место солиста.
- Люк Дженнингс — Шиндер, еврей-наркоман, барабанщик группы.
- Элла Саймон — Медоу, девушка из неблагополучной семьи, басист группы.
- Кэйшел Сэтчвелл — Лиззи, младшая сестра Ричи.
- Дункан Полсон — Дуайт, брат Шиндера.
- Алекс Дьякун — мистер Камински, сосед Ричи.
- Элли Харви — Джуди, мама Ричи.
- Брендан Бейзер — отец Эбби.

## Производство
Исполнители главных ролей до съёмок в «Locked in a Garage Band» уже снимались в другом проекте Дженнифер Весткотт, в короткометражке The Trailer Park Holiday (2011). Подбором актёров для второстепенных ролей занималась Кристина Агости, которая также сыграла короткую роль женщины-работодателя Медоу. В тизер-трейлере для сайта Kickstarter в роли запертых в гараже музыкантов снимались Джодель Ферланд (которая позже выбыла из проекта), Дункан Полсон (который в итоге получил роль Дуайта) и Люк Дженнингс.
Фильм имеет небольшой бюджет в 500 тысяч канадских долларов. Чуть больше 20 тысяч было собрано при помощи Kickstarter. Главными продюсерами выступали Виктория Весткотт (сестра Дженнифер) и Майлз Мейкер. Для компании-дистрибьютора Elgin Road Productions это был дебютный фильм.
Съёмки проходили в городе Мишен, в Британской Колумбии.

## Выпуск
Премьера состоялась 4 сентября 2012 года.